# Aalsgaarde
Ålsgårde (popolazione 5 000 abitanti) è un piccolo sobborgo di Helsingør, città della Danimarca, situato sul mare nella parte settentrionale della Zelanda di fronte a Kattegat.